# Hubert Selby
Hubert "Cuddy" Selby, Jr.' (23 de juliol de 1928 - 26 d'abril de 2004) va ser un escriptor estatunidenc. Les seves novel·les més conegudes són Última sortida a Brooklyn ("Last exit to Brooklyn" 1964), i Rèquiem per un somni ("Requiem for a Dream", 1978). Totes dues han estat adaptades més tard al cinema. En la seva obra s'exploren temes de violència urbana, prostitució, drogoaddicció o formes de sexualitat fora de la norma social. Pel seu estil i radicalitat, ha estat comparat a una tradició d'escriptors en la línia de Henry Miller, Céline o William S. Burroughs.

## Obra literària

### Ficció
(per ordre cronològic)
- Last Exit to Brooklyn (novel·la, 1964)
- The Room (novel·la, 1971)
- The Demon (novel·la, 1976)
- Requiem for a Dream (novel·la, 1978)
- Song of the Silent Snow (relats, 1986)
- The Willow Tree (novel·la, 1998)
- Waiting Period (novel·la, 2002)

### Spoken word
(per ordre cronològic)
- Our Fathers Who Aren't in Heaven - Compilat per Henry Rollins. 2 CDs (1990)
- Live in Europe 1989 - Spoken word amb Henry Rollins. CD. (1995)
- Blue Eyes And Exit Wounds - Spoken word amb Nick Tosches. CD. (1998)

### Inacabats o mai publicats
Com a mínim una obra en la qual Selby treballava roman fins avui sense publicar. Es titula The Seeds of Pain and the Seeds of Love ("Les llavors del dolor i les llavors de l'amor"). Alguns fragments de l'obra es poden sentir al CD Live in Europe 1989.

## Filmografia i adaptacions cinematogràfiques
(per ordre cronològic)
- Jour et Nuit - Guionista França / Suïssa (1986)
- Last Exit to Brooklyn - guionista i actor (taxista). Estats Units/Alemanya (1989)[3]
- Scotch and Milk - Actor (Cubby). Estats Units (1998)
- Requiem for a Dream - Guionista i actor (guarda de la presó). EUA (2000)[4]
- Fear X - Guionista. Dinamarca / Regne Unit / Canadà (2003)

## Documentals sobre Selby
(per ordre cronològic)
- Memories, Dreams & Addictions. Entrevista amb Ellen Burstyn. Apareix com extra al DVD de Requiem for a Dream (2001)
- Hubert Selby, Jr.: 2 Ou 3 Choses... (A Couple of Things About Hubert Selby, Jr.) Documental de Ludovic Cantais, França (2000)
- HUBERT SELBY JR: It/ll Be Better Tomorrow (2005)